# روالا
روالا (لاتین: Revalia، استونیایی: Revala) شهرستانی در استونی باستان بود که در کنار خلیج فنلاند و شهرستان هاریو کنونی قرار داشت.
این شهرستان در سال ۱۲۱۹ میلادی در جریان جنگ صلیبی لیوونی توسط دانمارکی‌ها فتح شد.